# Épaule
Pour les articles homonymes, voir Épaule (homonymie).
L'épaule (nom féminin) est la région morphologique se situant à la jonction du tronc avec le membre supérieur.
On lui distingue deux régions :
- la région axillaire correspondant à l'aisselle,
- la région deltoïdienne ou moignon de l'épaule correspondant au relief du muscle deltoïde.

L'épaule comporte 2 articulations qui fonctionnent de concert et qui concourent à en faire le complexe articulaire le plus mobile du corps humain. Elle permet d'orienter le membre supérieur dans l'espace, autorisant en particulier son extrémité effectrice, la main, à assurer ses rôles de préhension et de communication avec l'environnement situé à sa portée.

## Phylogénie
L'épaule des vertébrés dérive des arcs branchiaux des poissons ancestraux, des supports incurvés encerclant leur gorge,.
Deux théories s'opposaient depuis la fin du XIXe siècle : l'hypothèse d'un repli des nageoires ventrolatérales et la théorie de l'archipterygium (en), selon laquelle les nageoires et les ceintures ont évolué à partir d'un arc branchial ancestral. L'étude tomodensitométrique de la boîte crânienne de Kolymaspis sibirica, un placoderme du Dévonien inférieur de Sibérie, qui suggère une composante pharyngée de l'épaule, et l'anatomie comparative actualisée des placodermes et des agnathes placent l'origine de la ceinture scapulaire sur le sixième arc branchial. Ces résultats fournissent un nouveau cadre pour comprendre l'origine de la ceinture scapulaire des vertébrés, clarifient l'emplacement de l'interface présumée tête-tronc chez les agnathes et expliquent la contrainte sur le nombre d'arcs branchiaux chez les gnathostomes. Ils ravivent un aspect clé de la théorie de l'archipterygium et la réconcilient avec le modèle de repli des nageoires ventrolatérales.

## Biomécanique et anatomie fonctionnelle de l'épaule
L'épaule est un complexe d'articulations et de muscles unissant le membre supérieur au tronc. Il s'agit de l'articulation la plus mobile du corps humain. L'épaule est constituée d'os, de ligaments, de tendons et de muscles qui assurent une connexion entre le bras et le torse. Elle peut devenir instable en raison de la conformation de l'articulation scapulo-humérale.
De vastes arcs de mobilité dans les trois plans de l'espace permettent à l'épaule d'assurer une multitude de fonctions telles que :
- atteindre ;
- soulever ;
- porter ;
- pousser ;
- propulser ;
- lancer ;
- se pendre et ;
- positionner la main.

Une intime synergie dans la mise en action des muscles assure la nécessaire précision fonctionnelle.

### Anatomie descriptive

#### Ostéologie

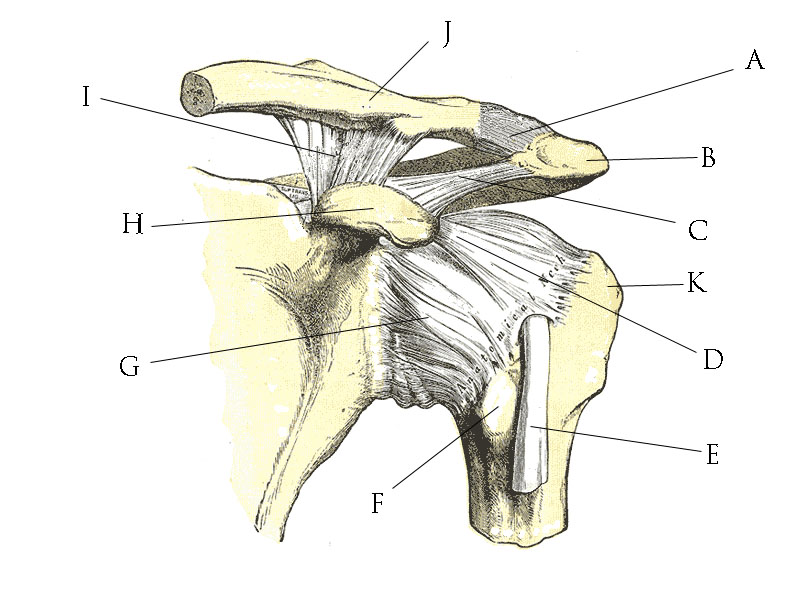
Épaule gauche, vue antérieure
A : ligament acromio-claviculaire.
B : acromion.
C : ligament coraco-acromial.
D : ligament coraco-huméral.
E : tendon du long chef du biceps.
F : tubercule mineur de l'humérus, ou trochin.
G : capsule ligamentaire.
H : processus coracoïde.
I : ligament coraco-claviculaire (comportant le trapézoïde et conoïde).
J : clavicule.
K : tubercule majeur, ou trochiter

Le complexe articulaire de l'épaule met en relation quatre os :
- le manubrium sternal (ainsi que le premier cartilage costal) ;
- la clavicule ;
- l'omoplate (scapula) ;
- la tête humérale.

#### Myologie

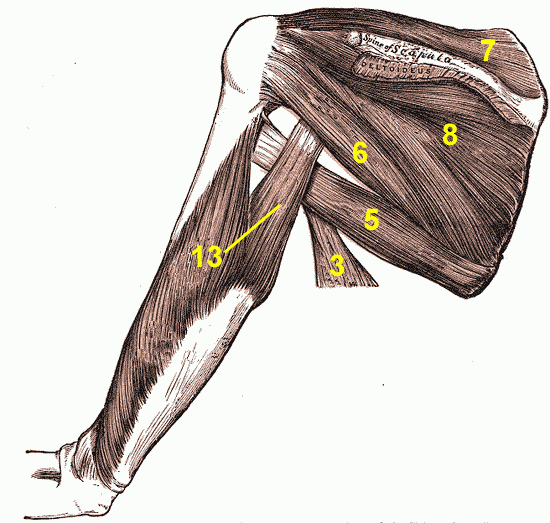
Épaule gauche, vue postérieure.
13. longue portion du muscle triceps
3. correspond au muscle grand dorsal
5. correspond au muscle grand rond
6. correspond au muscle petit rond
7. correspond au muscle supra-épineux
8. correspond au muscle infra-épineux

Le complexe articulaire de l'épaule met en relation douze muscles principaux :
- le muscle sterno-cléido-mastoïdien ;
- le muscle trapèze ;
- le muscle deltoïde ;

Séparation par le sillon delto-pectoral :
- le muscle grand pectoral ;
- le muscle grand dentelé ;

Les muscles de la coiffe des rotateurs :
- le muscle subscapulaire (ou sub-scapularis) ;
- le muscle supra-épineux (ou supra-spinatus) no 7 ;
- le muscle infra-épineux (ou infra-spinatus) no 8 ;
- le muscle petit rond (ou teres minor) no 6 ;
- le muscle grand rond (ou teres major) no 5 ; 
Remarque : le grand rond n'est pas considéré comme faisant partie des muscles de la coiffe des rotateurs.
- le muscle rhomboïde ;
- le muscle grand dorsal no 3.

### Physiologie
L'épaule comporte trois articulations et deux plans de glissement (aussi appelées fausses articulations).

#### Articulation sterno-costo-claviculaire
Également appelée articulation « articulation cléido-thoracique », la sterno-costo-claviculaire est une articulation de type toroïde et permet donc deux axes de rotation : Frontal et Sagittal. Cette articulation représente le seul point fixe entre le thorax et le membre supérieur.
Entre les deux surfaces articulaires on retrouve un fibro-cartilage intermédiaire de type discal ou méniscal (fibro cartilage). À l'intérieur de la capsule articulaire, on distingue deux compartiments:
- Entre la surface articulaire de la clavicule et le fibro-cartilage: le siège du mouvement.
- Entre le fibro-cartilage et la surface articulaire du sternum : l'amortisseur.

En plus de la capsule articulaire, on retrouve sur l'articulation cleïdo-thoracique deux ligaments à distance : 
- Le ligament inter-claviculaire. Il relie les extrémités médiales des deux clavicules.
- Les ligaments costo-claviculaires antérieur et postérieur. Ils s'insèrent sur le bord inférieur de la clavicule et sur le bord supérieur de la première côte.

Sa physiologie est complexe, car elle dépend des mouvements de l'articulation suivante.

#### Articulation acromio-claviculaire
Également appelée « articulation cléido-scapulaire », l'acromio-claviculaire est une arthrodie. Elle ne possède donc aucun axe de rotation bien qu'un faible degré de mouvement existe.
C'est une vraie articulation puisqu'elle possède une capsule articulaire, une synoviale et deux surfaces articulaires : celle de l'acromion et celle de l'extrémité latérale de la clavicule.
Entre les deux surfaces articulaires, on retrouve un fibro-cartilage de type méniscal.
Cette articulation est stabilisée par quatre ligaments, de dehors vers dedans :
- Le ligament acromio-claviculaire qui relie les faces supérieures de l'acromion et de la clavicule ;
- Le ligament conoïde, tendu du processus coracoïde au tubercule conoïde de la clavicule ;
- Le ligament trapézoïde, tendu du processus coracoïde à la ligne trapézoïde de la clavicule ;
- Le ligament coraco-claviculaire médial, de moindre importance.

#### Articulation scapulo-thoracique
La scapula (omoplate) s'articule sur le gril costal par l'intermédiaire d'un double plan de glissement: entre le sub-scapulaire et le grand dentelé d'une part et le grand dentelé et la paroi thoracique d'autre part. C'est une articulation de type syssarcose ou syncarthrose (simple espace de glissement). La jonction scapulo-thoracique considérée comme une articulation est une notion récente (1907) due aux travaux du docteur François Miramond de Laroquette.
La grande mobilité de la scapula permet de déplacer et d'orienter sa cavité glénoïdale pour augmenter très fortement le rayon d'action du membre supérieur. Le rôle de la clavicule s'explique par l'anatomie du thorax : à la hauteur de l'omoplate, ce dernier a une section elliptique. De ce fait, quand l'omoplate se sagittalise (mouvement d'abduction de l'omoplate, correspondant à l'anté-projection du moignon de l'épaule), elle quitte le contact du gril costal, maintenue à distance du sternum par la clavicule, qui agit comme un point d'appui. La scapula est animée de mouvements d'abduction-adduction, élévation-abaissement et rotation médiale et latérale dite mouvement de sonnette. Cette terminologie est calquée sur les autres articulations mais s'avère inexacte ici car il n'y a jamais de déplacement dans un seul plan pour la scapula mais, compte tenu de la forme du thorax et de la présence de la clavicule, une combinaison de mouvement autour de la portion d'ellipse du tronc.

#### Bourse synoviale subacromiodeltoïdienne (ex-bourse séreuse sous-acromio-deltoïdienne)
Aussi appelé de manière abusive deuxième articulation scapulo-humérale, la bourse séreuse sous-acromio-deltoïdienne permet principalement au muscle supra-épineux et au tubercule majeur de glisser sous le muscle deltoïde et sous la voûte acromio-coracoïdienne lors de l'abduction du membre supérieur.

#### Articulation scapulo-humérale
C’est une articulation synoviale de type sphéroïde. Elle réunit l’extrémité supérieure de l’humérus à la scapula. C’est l’articulation la plus mobile du corps et est de ce fait soumise à de nombreux phénomènes de luxations ou d’inflammations.
Surfaces articulaires :
1) Extrémité supérieure de l’humérus : forme 1/3 de sphère vers le haut, l’arrière et le dedans. Elle a un diamètre de 6 cm et il est supporté par un col qui a deux reliefs remarquables :
- En haut et en avant : le tubercule majeur.
- En avant et en bas : le tubercule mineur.

Elle est recouverte de cartilage hyalin.
La surface humérale se glisse dans la cavité glénoïdale.
2) La cavité glénoïdale est trois fois moins étendue que la tête de l’humérus ; elle est de forme ovalaire avec un grand axe vertical et est orientée vers l’avant et le dehors.
Il y a donc une forte disproportion entre les deux surfaces articulaires.
Moyens de renforcements :
- bourrelet glénoïdal : c'est un anneau fibro-cartilagineux qui repose sur le bord de la cavité glénoïdale. Il permet ainsi d’en augmenter la surface et la profondeur. Son sommet est libre, sa face périphérique répond à la capsule ; sa face interne répond à la face articulaire de l'humérus ;
- deux tendons, le long biceps et le long triceps .

La capsule articulaire est un manchon fibreux très lâche. Son insertion se fait sur le col de l’humérus et sur la cavité glénoïdale ; elle est renforcée par deux ligaments : un passif et un actif.
Le passif : c’est en fait une individualisation de la capsule articulaire (fragment supérieur), il est constitué de deux ligaments :

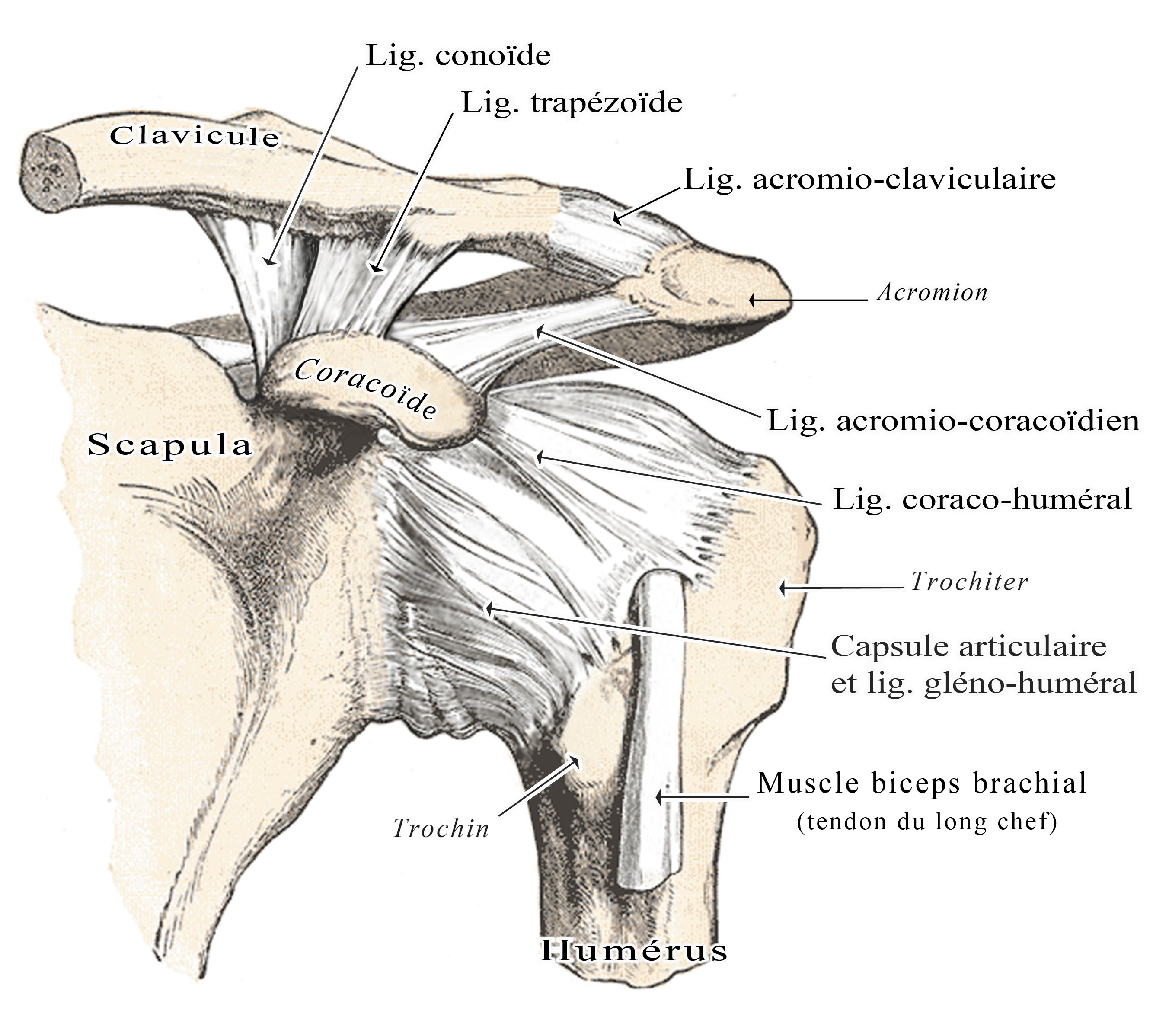
Schéma du système ligamentaire antérieur (épaule gauche, vue antérieure).

- Coracohuméral → deux faisceaux partant du processus coracoïde vers les tubercules majeur (trochiter) et mineur (trochin).
- Glénohuméral → trois faisceaux :

1. Supérieur : dans la partie antérieure supérieure de la capsule vers le bas, le dehors et le tubercule mineur.
2. Moyen : dans la partie antérieure supérieure de la capsule vers le dehors, le bas et le tubercule mineur.
3. Inférieur : dans la partie antérieure inférieure, vers le tubercule mineur ; c’est le plus puissant des trois ligaments.

Entre les ligaments glénohuméraux supérieur et moyen se trouve une zone de faiblesse, c’est le foramen ovale (foramen de Weitbrecht) ; il est simplement recouvert par le tendon du muscle subscapulaire.
Il y a un autre point de faiblesse entre les ligaments inférieur et moyen, le foramen triangulaire (foramen de Rouvière) : c’est la zone de luxation antérieure de l’humérus.
L'actif : Ce sont les tendons des muscles voisins (périarticulaires)
- Muscle scapulaire (qui recouvre le foramen ovale en avant).
- Tendon des muscles supra et infra épineux et du muscle petit rond (ils terminent tous sur le tubercule majeur).

3) Moyens de glissements :
La membrane synoviale relie le cartilage de la tête de l’humérus au bourrelet glénoïdal. Elle forme au niveau des tendons une bourse. Elle délimite la cavité synoviale (et constitue ainsi une bourse séreuse).
4) Vascularisation :
Par une branche de l’artère suprascapulaire et une collatérale de l’artère circonflexe. Innervation par le nerf suprascapulaire.
5) Mouvements :
C’est une articulation sphéroïde, qui peut donc réaliser des mouvements dans les trois plans de l’espace.
On fixe l’angle inférieur de la scapula pour mesurer les angles des mouvements :
- Mouvement de flexion (50°) / extension (25°) dans le plan sagittal
- Mouvements d’abduction (90°) / adduction (10°)
- Mouvements de rotation latérale (35°) ou médiale (95°)

La combinaison de ces trois mouvements donne un mouvement de circumduction (cône de révolution).

### Physiologie générale et anatomie fonctionnelle du complexe articulaire de l'épaule
S'il est traditionnel de mesurer les amplitudes articulaires, cette pratique a très peu de sens quand on évalue l'épaule. En effet, le nombre exceptionnel d'articulations et de degrés de liberté impliqués dans les mouvements de l'épaule rendent cette mesure imprécise, et ne permettent de toute façon pas d'en tirer des conclusions utiles. C'est pourquoi l'évaluation de l'épaule est avant tout fonctionnelle. On affinera l'exploration par une étude qualitative de la mobilité spécifique des articulations (liberté de mouvement dans tous les axes répertoriés), ainsi que par la recherche de limitations extra-articulaires.
Une bonne compréhension de l'anatomie fonctionnelle de l’épaule sera donc essentielle au professionnel de la santé lors de l'évaluation et de l'élaboration du plan de traitement avec le patient affecté par un problème d'épaule douloureuse.
Au niveau de l'articulation scapulo-thoracique, les muscles grand dentelé, rhomboïde, sterno-cléido-mastoïdien et trapèze déterminent le positionnement de l’omoplate par rapport à la cage thoracique. La stabilisation et le positionnement adéquat de l’articulation scapulo-thoracique contribuent à l’ensemble des mouvements du membre supérieur mais deviennent essentiels aux mouvements de plus de 90 degrés de flexion ou d’abduction (par exemple, des mouvements amenant le bras au-dessus du plan horizontal en position debout).
Au niveau de l’articulation gléno-humérale, les muscles du plan anatomique profond (la coiffe des rotateurs et la longue portion du biceps) ont comme rôle principal de stabiliser la tête humérale dans la cavité glénoïde pendant que les puissants muscles des plans anatomiques plus superficiels génèrent la force et la vitesse nécessaire au mouvement visé. Ces muscles sont le deltoïde, le muscle grand pectoral, le grand dorsal et le grand rond.
Lors des mouvements de lancer, c’est la coordination du mouvement des articulations scapulo-thoracique et gléno-humérale , combiné à ceux du tronc, du coude et du poignet , qui permet de générer une vitesse optimale.

## Pathologies de l'épaule

### Fractures et luxations de la ceinture scapulaire et de l'humérus

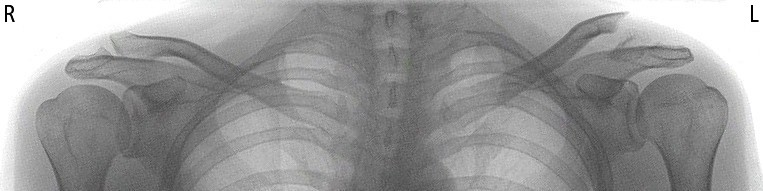
Radiographie montrant une fracture de la clavicule gauche.

- Fractures de la scapula (anciennement omoplate)
- Fractures de la clavicule
- Fractures de l'extrémité supérieure de l'humérus
- Luxations traumatiques de le ceinture scapulaire

### Lésions traumatiques acromio-claviculaires et sterno-claviculaires

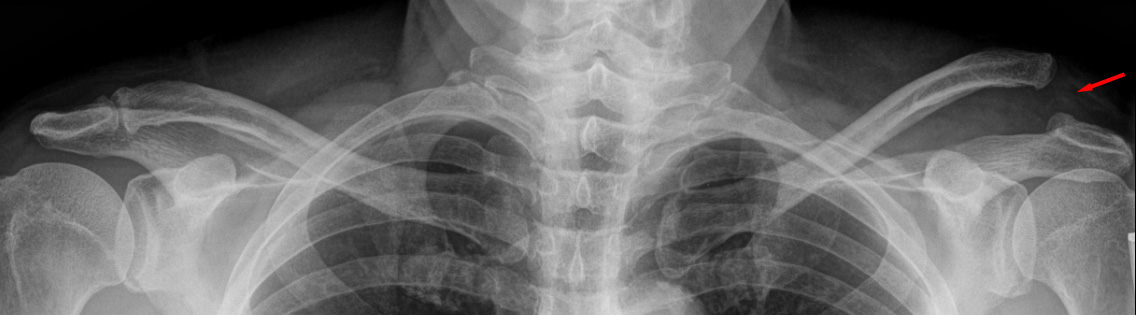
Luxation de l'articulation acromio-claviculaire, Tossy III.

- L’entorse acromio-claviculaire (communément appelée « séparation de l’épaule ») : elle est habituellement le résultat d’un traumatisme direct à la région de l’épaule qui produit une ou plusieurs déchirures, à des degrés variables, des ligaments acromio-claviculaires et coraco-claviculaires. Un mécanisme classique d’entorse acromio-claviculaire est la force antéropostérieure résultant du contact entre l’épaule et un opposant circulant en direction opposée au hockey sur glace. Elle est typiquement associée à une douleur post-traumatique importante à la région antérosupérieure de l’épaule qui est augmentée par la palpation directe de l’articulation et par l’adduction horizontale du bras.

### Lésions de la coiffe des rotateurs
La douleur à la région de l’épaule est la plainte à caractère musculosquelettique la plus fréquente en médecine après les maux de dos.
À l’exclusion des fractures, les causes les plus fréquentes de douleurs à l’épaule et leurs caractéristiques principales sont décrites brièvement ci-après.
- Les douleurs référées d’origine cervicale : Une douleur à la région de l’épaule peut être le résultat d’un conflit affectant l’une ou l’autre des racines nerveuses au niveau de leur origine aux différents niveaux du rachis cervical et innervant le membre supérieur. La présence d’une douleur concomitante à la région cervicale, une irradiation de la douleur au niveau de l’avant-bras ou de la main, des déficiences sensitives ou motrices et une douleur bilatérale sont des éléments qui permettent d’évoquer la possibilité d’une douleur d’origine cervicale.
- La capsulite rétractile (ou périarthrite scapulohumérale).
- La déchirure de la coiffe des rotateurs.
- Tendinopathie calcifiante

### Mécanique de l'épaule
- Instabilité de l’épaule (luxation et subluxation).
- Le syndrome d’accrochage de l’épaule.
- Bursopathie

## Traitements

### Prothèses d'épaule
Les indications de la prothèse d'épaule incluent les pathologies traumatiques complexes de la tête humérale, l'arthrose gléno-humérale, l'arthrite inflammatoire, la nécrose avasculaire de la tête humérale.
Il y a différents types de prothèse :
- L'hémiarthroplastie consiste en un remplacement de la partie humérale sans resurfacer la glénoïde.
- La prothèse totale consiste en le remplacement des 2 composantes, donc de la surface articulaire de la tête humérale et de la glénoïde (omoplate).
- La prothèse inversée est une prothèse contrainte avec une composante sphérique fixée à la glénoïde et une composante en forme de cornet dans l'humérus. Elle est indiquée en cas de coiffe des rotateurs rompue ou non fonctionnelle.
- Le resurfaçage huméral consiste à ne remplacer que la surface articulaire.

La fixation historique était réalisée à l'aide de ciment. D'autres moyens de fixation modernes ont remplacé cette fixation à cause des complications liées au ciment. Cette fixation se fait à l'aide de press-fit, des tiges non cimentées ou encore plus récemment par une fixation métaphysaire sans tige.
Les prothèses d'épaule sans tige voient leurs indications augmentées grâce à un meilleur contrôle de leur positionnement. Les études récentes ont montré leurs fiabilité en termes de fixation. Leurs implantations évite les complications liées aux tiges humérales (fractures, fausses-routes). Elles trouvent un intérêt tout particulier en cas de cal vicieux.

### Leçons d'anatomie (animation)
- Animation d'enseignement de l'anatomie en 3D ; L'épaule. Un concept dépassé. Nouveaux concepts  Par Anatomie 3D, Lyon.
- Animation d'enseignement de l'anatomie en 3D ; la coiffe des rotateurs Par Anatomie 3D, Lyon.
- Animation d'enseignement de l'anatomie en 3D ; L'épaule: rôles des muscles de la coiffe des rotateurs  Par Anatomie 3D, Lyon.
- Animation d'enseignement de l'anatomie en 3D ; L'épaule - L'articulation sous deltoïdienne Par Anatomie 3D, Lyon.